# Dimantis haani
Dimantis haani är en bönsyrseart som beskrevs av Giglio-tos 1915. Dimantis haani ingår i släktet Dimantis och familjen Mantidae. Inga underarter finns listade i Catalogue of Life.